# Pinacia molybdaenalis
Pinacia molybdaenalis là một loài bướm đêm trong họ Noctuidae.